# Vikas Swarup

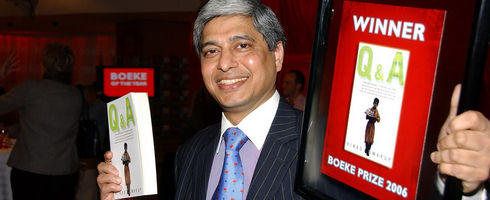
Vikas Swarup

Vikas Swarup (hindi: विकास स्वरूप, ur. 1963 w Allahabad) – indyjski pisarz i dyplomata. Ukończył historię, filozofię i psychologię na Uniwersytecie Allahabad.
Zasłynął swoją pierwszą powieścią Q & A, wydaną w 2005 roku, opowiadającą o historii ubogiego kelnera z Bombaju, Rama Mohammada Thomasa, który wygrał indyjską wersję programu Who Wants to Be a Millionaire?. Na podstawie książki powstał film Slumdog. Milioner z ulicy, który wszedł do kin w 2008 roku.
Kolejne jego powieści to powieści sensacyjne Sześcioro podejrzanych (polskie wydanie: Prószyński Media, 2009) i Siedem prób (Wydawnictwo Amber, 2014).
Pracował w indyjskich placówkach dyplomatycznych w Turcji, USA, Etiopii, Wielkiej Brytanii, RPA i Japonii.
Jego żona ma na imię Aparna, mają dwóch synów: Aditya i Varuna.